# Laccocephalum
Laccocephalum là một chi nấm thuộc họ Polyporaceae.